# La nuit remue
 (octobre 2012).
Si vous disposez d'ouvrages ou d'articles de référence ou si vous connaissez des sites web de qualité traitant du thème abordé ici, merci de compléter l'article en donnant les références utiles à sa vérifiabilité et en les liant à la section « Notes et références ».
La nuit remue est un recueil de poèmes d'Henri Michaux paru en 1935.
Il contient notamment le poème « Icebergs », avant-dernier texte de la première section du recueil, nommée aussi « La nuit remue ».

## Structure de l’œuvre
Le recueil se compose de quatre-vingt-onze textes répartis en deux sections (ou chapitres) : « La nuit remue », composée en 1935 et « Mes propriétés », composées en 1930.
- La première section, intitulée « La nuit remue », comprend trente-deux textes :
  - « La nuit remue » ;
  - « Mon roi » ;
  - « Le sportif au lit » ;
  - « Un point c'est tout » ;
  - « En respirant » ;
  - « Nuit de noces » ;
  - « Conseil au sujet des pins » ;
  - « Conseil au sujet de la mer » ;
  - « L'auto de l'avenue de l'Opéra » ;
  - « Le ciel du spermatozoïde » ;
  - « Le lac » ;
  - « Le vent » ;
  - « Les petits soucis de chacun » ;
  - « Dessins commentés » ;
  - « Étapes » ;
  - « Bonheur bête » ;
  - « Vers la sérénité » ;
  - « Déchéance » ;
  - « Sous le phare obsédant de la peur » ;
  - « Le village des fous » ;
  - « La vie de l'araignée royale » ;
  - « Emme et son parasite » ;
  - « Emme et le vieux médecin » ;
  - « L'Âge héroïque » ;
  - « L'Éther » ;
  - « Contre ! » ;
  - « Nous autres » ;
  - « Comme je vous vois » ;
  - « Le livre des réclamations » ;
  - « Ma vie » ;
  - « Icebergs » ;
  - « Vers la sérénité ».

- La seconde section, intitulée « Mes propriétés », comprend cinquante-neuf textes :
  - « Mes propriétés » ;
  - « Une vie de chien » ;
  - « Un chiffon » ;
  - « Mes occupations » ;
  - « La simplicité » ;
  - « Persécution » ;
  - « Dormir » ;
  - « La paresse » ;
  - « Bétonné » ;
  - « Bonheur » ;
  - « Le honteux interne » ;
  - « Un homme prudent » ;
  - « Colère » ;
  - « Un homme perdu » ;
  - « Envoûtement » ;
  - « Encore des changements » ;
  - « Au lit » ;
  - « La jetée » ;
  - « Crier » ;
  - « Conseils aux malades » ;
  - « Maudit » ;
  - « Magie » ;
  - « Saint » ;
  - « Distraction de malade » ;
  - « Puissance de la volonté » ;
  - « Encore un malheureux » ;
  - « Projection » ;
  - « Intervention » ;
  - « Notes de zoologie » ;
  - « La parpue » ;
  - « La darelette » ;
  - « Insectes » ;
  - « Catafalques » ;
  - « L'emanglom » ;
  - « Nouvelles observations » ;
  - « La race urdes » ;
  - « Notes de botanique » ;
  - « Les yeux » ;
  - « Petit » ;
  - « Chaînes enchaînées » ;
  - « Compagnons » ;
  - « Eux » ;
  - « En vérité » ;
  - « Emportez-moi » ;
  - « Chaque jour plus exsangue » ;
  - « Amours » ;
  - « Conseils » ;
  - « Je suis gong » ;
  - « Homme de lettres » ;
  - « À mort » ;
  - « Mort d'un page » ;
  - « Articulations » ;
  - « Rubililieuse » ;
  - « Marchant grenu » ;
  - « Terre ! » ;
  - « Ra » ;
  - « Rodrigue » ;
  - « Mon dieu » ;
  - « L'avenir ».

Suit une « postface », qui s'applique en fait bien plus à la section « Mes propriétés » qu'à l'ensemble du recueil La nuit remue, et dont voici le contenu en entier :
Par hygiène, peut-être, j'ai écrit « Mes Propriétés », pour ma santé.
Sans doute n'écrit-on pas pour autre chose. Sans doute ne pense-t-on pas autrement. Celui qui s'alimente des sons et de certains rapports de son, sent que ça lui convient et tel autre ce sera les spectacles et les rapports révélés par la biologie, tel autre la psychologie, que le calcul mathématique ou l'étude de la métaphysique laisserait toujours sous-alimenté (ou vice versa).
Au palier où il se trouve, l'athée ne peut pas croire en Dieu. Sa santé ne le lui permettrait pas.
Mais tout ceci n'est ni clair ni exclusif chez les gens bien portants. Tout leur convient à ces grossiers individus, comme aux bons estomacs.
Il arrive au contraire à certains malades un tel manque d'euphorie, une telle inadaptation aux prétendus bonheurs de la vie, que pour ne pas sombrer, ils sont obligés d'avoir recours à des idées entièrement nouvelles jusqu'à se reconnaître et se faire reconnaître pour Napoléon Ier ou Dieu le Père. Ils font leur personnage selon leur force déclinante, sans construction, sans le relief et la mise en valeur, ordinaire dans les œuvres d'art, mais avec des morceaux, des pièces et des raccords de fortune où seule s'étale ferme la conviction avec laquelle ils s'accrochent à cette planche de salut. Mentalement, ils ne songent qu'à passer à la caisse. Qu'on les reconnaisse enfin pour Napoléon, c'est tout ce qu'ils demandent. (Le reste est accessoire, né surtout des contradictions de l'entourage.) Pour leur santé ils se sont faits Napoléon, pour se remettre. Et aussi une petite fille, en sa vie si morne, veut absolument avoir été violée dans un bois ; pour sa santé. Et le lendemain, oublieuse de la veille suivant ses besoins du moment, elle rapporte avoir vu une girafe verte boire au lac voisin, dans cette région déserte, sans lac, sans girafe, sans verdure. Ce cinéma est pour sa santé. Et il change suivant ses besoins.
« Mes Propriétés » furent faits ainsi.
Rien de l'imagination volontaire des professionnels. Ni thèmes, ni développements, ni construction, ni méthode. Au contraire la seule imagination de l'impuissance à se conformer.
Les morceaux, sans liens préconçus, y furent faits paresseusement au jour le jour, suivant mes besoins, comme ça venait, sans « pousser », en suivant la vague, au plus pressé toujours, dans un léger vacillement de la vérité, jamais pour construire, simplement pour préserver.
Ce livre, cette expérience donc qui semble toute venue de l'égoïsme, j'irais bien jusqu'à dire qu'elle est sociale, tant voilà une opération à la portée de tout le monde et qui semble devoir être si profitable aux faibles, aux malades et maladifs, aux enfants, aux opprimés et inadaptés de toute sorte.
Ces imaginatifs souffrants, involontaires, perpétuels, je voudrais de cette façon au moins leur avoir été utile.
N'importe qui peut écrire « Mes Propriétés ».
Même les mots inventés, même les animaux inventés dans ce livre sont inventés « nerveusement », et non constructivement selon ce que je pense du langage ou des animaux.
H. M.

1934.

## Mise en scène notable
- 1985 : La Nuit remue (spectacle poétique d'après les écrits poétiques de Henri Michaux), mise en scène de Jean-Loup Philippe, Maison de la Poésie avec Annie Bertin, Robert Etcheverry et Jean-Loup Philippe.

## Postérité
Ce recueil de Michaux est cité dans le film de Christophe Honoré intitulé Les Chansons d'amour : une page en est lue à l'enterrement du personnage de Julie Pommeraye incarné par Ludivine Sagnier.